# (26716) 2001 HZ3
(26716) 2001 HZ3 est un astéroïde de la ceinture principale d'astéroïdes découvert en 2001.

## Description
(26716) 2001 HZ3 a été découvert le 18 avril 2001 à l'observatoire Palomar, situé au nord de San Diego en Californie, par John Broughton.

### Caractéristiques orbitales
L'orbite de cet astéroïde est caractérisée par un demi-grand axe de 2,26 UA, un périhélie de 1,93 UA, une excentricité de 0,15 et une inclinaison de 2,85° par rapport à l'écliptique. Du fait de ces caractéristiques, à savoir un demi-grand axe compris entre 2 et 3,2 UA et un périhélie supérieur à 1,666 UA, il est classé, selon la JPL Small-Body Database, comme objet de la ceinture principale d'astéroïdes.

### Caractéristiques physiques
(26716) 2001 HZ3 a une magnitude absolue (H) de 15,2 et un albédo estimé à 0,063.